# Chemical King
Chemical King es el nombre de dos personajes del universo de DC Comics. El primero fue el Sr. Lambert, quien fue asesinado bajo la dirección de Alfred Stryker en " El caso del sindicato químico ", la historia principal de Detective Comics #27. El segundo personaje llamado Chemical King fue miembro de la Legión de Super-Héroes en el siglo 30.

## Biografía ficticia
Chemical King nació en Condo Arlik en el planeta Phlon, hijo de Darvon Arlik, (aunque algunas fuentes afirman que es del planeta Valdow). Es un mutante con poder para actuar como catalizador humano; puede ralentizar o acelerar las reacciones químicas.
El nombre de Chemical King se menciona por primera vez en la historia "Adulta Legión" en Adventure Comics # 354, donde está grabado en una estatua conmemorativa que dice que Chemical King había muerto sacrificando su vida para evitar la Séptima Guerra Mundial. Se creía que las historias de adultos de la Legión eran verdaderos atisbos del futuro de la Legión, y no fue hasta años después que se reveló que pertenecían a una posible línea de tiempo diferente.
En el debut completo de Chemical King (Adventure Comics #371), es miembro de la Academia de la Legión y trabaja encubierto para infiltrarse en la Legión de Super-Villanos. Después de graduarse junto a Timber Wolf, se convierte en miembro de pleno derecho de la Legión en Adventure Comics #372 (septiembre de 1968). Chemical King aparece en algunas historias posteriores. Plagado de dudas sobre la utilidad relativa de sus poderes, muere en Superboy and the Legion of Super-Heroes #228 (junio de 1977), cuando sacrifica su vida para detener a Deregon, un agente del Círculo Oscuro y gobernador de Australia, de iniciarse la VII Guerra Mundial, cumpliéndose así la profecía de su primera aparición póstuma.
Más tarde, el hechicero Mordru resucita a Chemical King junto con millones de otros cadáveres como parte de un plan para conquistar el universo. El "zombie" Chemical King muestra una imaginación limitada con sus habilidades, encendiendo bolsas de gas metano y provocando incendios. Él es fácilmente eliminado.

### Post Hora Cero
En la continuidad post-Hora cero, aparece por primera vez en Legionnaires # 59 (abril de 1998) y luego nuevamente en el número 64 (septiembre de 1998). No es legionario, sino que trabaja como reportero. Según la Enciclopedia del Universo DC, se suponía que tenía una relación con Invisible Kid, pero esto nunca se verificó en el cómic. Esta versión del personaje tiene piel oscura, en lugar de la piel caucásica de la versión anterior a Hora cero.

### Post-Crisis Infinita
Los eventos de la miniserie Crisis Infinita aparentemente han restaurado un análogo cercano de la Pre-Crisis on Infinite Earths Legion a la continuidad, como se ve en el arco de la historia "The Lightning Saga" en Justice League of America y Justice Society of America y en el arco narrativo "Superman y la Legión de Super-Héroes" en Action Comics. En Final Crisis: Legion of 3 Worlds #1, se puede ver una imagen de Condo junto a Invisible Kid y Ferro Lad en el Museo de Superman, lo que confirma que todavía está muerto.
En la historia de Academia de la Legión que aparece en Adventure Comics (comenzando con el n. ° 523), uno de los aprendices de la Academia es un nativo de Phlon llamado Hadru Jamik, también conocido como Chemical Kid, cuyo padre usó una modificación genética basada en la mutación de Condo Arlik para otorgarle a Hadru las mismas habilidades. El anciano Jamik luego se ve obligado a darle la misma modificación a una criminal llamada Queega Semk para cubrir sus deudas de juego ilegal. Semk, ahora llamándose a sí misma Alchemical Girl, luego intenta obligar a Jamik a que se adapte más usando tácticas de mano dura, solo para ser golpeada y capturada por Chemical Kid y sus compañeros aprendices de la Academia; La modificación genética de Semk luego es despojada de ella por la magia de la aprendiz de la Academia Glorith. Después de los eventos de Flashpoint, Chemical Kid y otros estudiantes de la Academia se convierten en miembros de pleno derecho de la Legión, como reemplazos de los miembros de la Legión que se creían fallecidos.

## Poderes y habilidades
Chemical King es un mutante con el poder de actuar como un catalizador humano. Puede acelerar o ralentizar cualquier reacción química; por ejemplo, puede hacer que el hierro se oxide rápidamente, o incluso estallar en llamas debido a la oxidación rápida. Sus poderes pueden afectar las reacciones químicas en el cuerpo humano, dejando a un oponente inconsciente por un shock, pero toma varios segundos y solo puede enfocarse en un solo oponente a la vez. Al final de su carrera, Chemical King también mostró la capacidad de cambiar las tasas de reacción de la energía, lo que provocó que las baterías perdieran energía y forzaran la descomposición de los campos. Como acto final antes de su muerte, usó sus poderes para alterar y absorber grandes cantidades de radiación capaces de paralizar a Superboy.

## Equipo
Como miembro de la Legión de Super-Héroes, se le proporciona un anillo de vuelo de la Legión. Le permite volar y lo protege del vacío del espacio y otros entornos peligrosos.

## En otros medios
- Chemical King hace un cameo en el final de la serie Legion of Super Heroes (2006) "Dark Victory".
- Chemical King aparece en la película animada Legion of Super-Heroes (2023), con la voz de Eric Lopez. Esta versión es miembro del consejo de la Academia de la Legión.